# Ahsoka (série de televisão)
Ahsoka, também conhecido como Star Wars: Ahsoka, é uma minissérie derivada norte-americana de ficção científica e faroeste espacial centrado na personagem Ahsoka Tano lançada em agosto de 2023, criada, escrita e desenvolvida por Dave Filoni, um derivado de The Mandalorian criada para o serviço de streaming Disney+, e faz parte da franquia Star Wars. E ocorre no mesmo período de The Mandalorian, O Livro de Boba Fett e Star Wars: Skeleton Crew.
Rosario Dawson estrela como Ahsoka Tano, reprisando seu papel em The Mandalorian, cujo personagem foi criada originalmente para a série animada Star Wars: The Clone Wars, e fez sua estreia em live-action na segunda temporada de The Mandalorian. Uma série spin-off focada na personagem foi anunciada em dezembro de 2020, com Dawson reprisando seu papel e Filoni definido como escritor, uma vez que ele co-criou a personagem. As filmagens começaram no início de maio de 2022, com vários personagens da série animada Star Wars Rebels revelados para aparecer no final daquele mês.
Ahsoka iniciou no dia 22 de agosto de 2023, contendo oito episódios, sendo dois episódios lançados no dia da estreia, concluindo em 3 de outubro.

## Enredo
Ahsoka Tano investiga uma ameaça iminente à galáxia após a queda do Império.

## Elenco e personagens
- Rosario Dawson como Ahsoka Tano: Uma anterior Padawan Jedi e aprendiz de Anakin Skywalker.[2] Dawson observou que os montrais da personagem foram reconstruídos com "tecnologia que nem existia quando começamos", resultando em eles serem mais longos e terem um esqueleto impresso em 3D dentro deles que permitia movimentos mais fluidos.[3] Dawson trabalhou com a coordenadora de luta Ming Qiu para aprender como lutar ambidestramente na série.[4]
- Natasha Liu Bordizzo como Sabine Wren: Uma guerreira e grafiteira Mandaloriana que abandonou a Academia Imperial e tornou-se caçadora de recompensas e ex-aprendiz de Ahsoka com conhecimento especializado em armas e explosivos.[2] Bordizzo assistiu Star Wars Rebels para se preparar para seu papel, e passou três meses antes do início das filmagens treinando luta com Qiu e aprendendo técnicas de combate com sabre de luz, já que o personagem agora está usando o antigo de Ezra Bridger. [4]
- Mary Elizabeth Winstead como Hera Syndulla: Uma general Twi'lek da Nova República que serve como piloto da Ghost. Hera teve um filho, Jacen, com o falecido cavaleiro Jedi, Kanan Jarrus.[2] Winstead referiu-se ao desenvolvimento da personagem de Hera em Rebels, enquanto também discutia a personagem com o criador Dave Filoni, para informar seu desempenho.[5] Ela descreveu Hera como uma "líder forte e lutadora", ao mesmo tempo que tinha instintos maternais;  ela sentiu que isso era diferente de outros generais do exército, já que eles são convencionalmente descritos como "figuras muito masculinas e duras".[4]
- Ray Stevenson como Baylan Skoll: Um ex-Jedi que sobreviveu à Ordem 66 fugindo para as Regiões Desconhecidas e agora é um "Dark Jedi" e mercenário em busca de poder. Skoll é o mestre de Shin Hati e colabora com Morgan Elsbeth.[2]
- Ivanna Sakhno como Shin Hati: A aprendiz de Baylan Skoll, também é uma "Dark Jedi" e empunha um sabre de luz. Hati é enviada por seu mestre para capturar Ahsoka. Sakhno descreveu Hati como "calculista" e "impaciente, mas... uma buscadora", e foi encorajada por Filoni a ajudar a desenvolver elementos da história de fundo de sua personagem.[4]
- Diana Lee Inosanto como Morgan Elsbeth: A antiga Magistrada de Calodan e uma das últimas Irmãs da Noite de Dathomir,[2][6] que é aliada de Thrawn.[2] A história de fundo da personagem foi inspirada em eventos reais das vidas de Júlio César e Catarina, a Grande.[4]
- David Tennant dá voz a Huyang: um andróide criador de sabres de luz que serviu à Ordem Jedi por milhares de anos.[2] Tennant reprisa seu papel na série animada Star Wars: The Clone Wars.
- Eman Esfandi como Ezra Bridger: Um ex-vigarista e ladrão de Lothal que foi levado por Kanan Jarrus para ser treinado como Jedi, antes de se sacrificar e desaparecer da galáxia com Thrawn.[2]
- Evan Whitten como Jacen Syndulla: Filho de Hera e Kanan Jarrus.[7]
- Genevieve O'Reilly como Mon Mothma: A Chanceler da Nova República, que anteriormente atuou como Senadora da República e nos Senados Imperiais e como líder da Aliança Rebelde.
- Hayden Christensen como Anakin Skywalker: O já falecido ex-mestre Jedi de Ahsoka Tano que sucumbiu ao Lado Negro da Força, tornando-se "Darth Vader". Porém ele se redimiu e se sacrificou para salvar seu filho. Skywalker surge para Ahsoka no Mundo Entre Mundos, com Christensen envelhecido para o papel.[8]
- Lars Mikkelsen como Grande Almirante Thrawn: Um oficial sênior de alto escalão Chiss do Império Galáctico, conhecido por sua astúcia tática, que já havia sido levado ao hiperespaço por Ezra e o Purrgil.[2] Mikkelsen já dublou o personagem em forma animada em Rebels. Mikkelsen sentiu que Thrawn era um adversário formidável, já que está "sete passos à frente de todos" e não é um Jedi ou usuário da Força.[9]

Os atores convidados da série são Mark Rolston como Capitão Hayle, o capitão do navio prisioneiro no qual Elsbeth estava sendo transportada; Clancy Brown como Ryder Azadi, o governador de Lothal, reprisando sua voz em Rebels; Vinny Thomas como Jai Kell, um senador de Lothal que apareceu anteriormente em Rebels dublado por Dante Basco; Paul Darnell como o artista performático no set do Inquisidor Marrok;  Peter Jacobson como Myn Weaver, um espião do Império Galáctico trabalhando como supervisor regional de um estaleiro Corelliano; Dave Filoni reprisa seu papel dublando C1-10P "Chopper", o droide astromecânico de Hera;  Nelson Lee como o Senador Hamato Xiono, um personagem que surgiu anteriormente na série animada Star Wars Resistance; Jacqueline Antaramian como o Senador Rodrigo; e Maurice Irvin como o Senador Mawood;   Paul Sun-Hyung Lee como Capitão Carson Teva, reprisando seu papel de The Mandalorian e O Livro de Boba Fett; e Brendan Wayne como Tenente Lander, que atuou como dublê de Din Djarin / O Mandaloriano no set de The Mandalorian. Wes Chatham deve aparecer como o "braço direito" de Thrawn. Sam Witwer, que dublou vários personagens em diversos projetos de Star Wars, fornece vozes adicionais para a série.

## Episódios
Dave Filoni está escrevendo a série, enquanto também dirige vários episódios, incluindo o primeiro, com Peter Ramsey também dirigindo pelo menos um episódio.
| N.º | Título                                                                            | Dirigido por       | Escrito por | Exibição original      |
| --- | --------------------------------------------------------------------------------- | ------------------ | ----------- | ---------------------- |
| 1 | "Master and Apprentice" "Mestre e Aprendiz" (BR)                                  | Dave Filoni        | Dave Filoni | 22 de agosto de 2023   |
| Baylan Skoll, um antigo Jedi que agora age como mercenário, e sua aprendiz Shin Hati assaltam um cruzador da Nova República para resgatar Morgan Elsbeth, que havia sido capturada anteriormente por Ahsoka Tano. Elsbeth informa Skoll que Ahsoka está a procura do Grande Almirante Thrawn, desaparecido há anos desde sua derrota por Ezra Bridger. Ahsoka e Huyang conseguem um mapa que indica o paradeiro de Thrawn (e possivelmente de Bridger) antes de serem informados da fuga de Elsbeth. Reunidos com a frota da General Hera Syndulla, Ahsoka e Huyang descobrem que o mapa ainda está codificado. Syndulla aconselha Ahsoka a conseguir ajuda de Sabine Wren, sua antiga Padawan, para decodificar o mapa. Ahsoka e Huyang seguem para Lothal e econtram Wren, que fica com o mapa. Logo após ser decodificado por Wren, o mapa é roubado por Hati. |                                                                                   |                    |             |                        |
| 2 | "Toil and Trouble" "Luta e Confusão" (BR)                                         | Steph Green        | Dave Filoni | 22 de agosto de 2023   |
| Skoll e Hati levam o mapa para o planeta Seatos, onde Elsbeth revela que Thrawn está preso em outra galáxia. Wren, que sobreviveu ao duelo contra Hati, se recupera e informa a Ahsoka suas descobertas e envia os droides que a atacaram para as instalações de Elsbeth em Corellia. Buscando pelo mapa, Ahsoka e Syndulla viajam para as docas de Corellia, onde descobrem a construção de um gigantesco hiperdrive pelo Império Galáctico. Syndulla segue o comboio transportando o hiperdrive enquanto Ahsoka confrota Marrok, um antigo Inquisidor que trabalha para Elsbeth. Marrok e o comboio desaparecem, mas o droide de Syndulla consegue implantar um rastreador. Após prender os operários das docas, Ahsoka é contactada por Wren, que está disposta a tornar-se seu Padawan novamente e encontrar Bridger. Elsbeth é contactada por Skoll, Hati e Marrok. Agora com o hiperdrive o trio planeja construir sua própria nave, a Olho de Sion, e encontrar Thrawn. Skoll sente que Ahsoka os encontrará em breve. |                                                                                   |                    |             |                        |
| 3 | "Time to Fly" "Hora de Voar" (BR)                                                 | Steph Green        | Dave Filoni | 29 de agosto de 2023   |
| Wren recomeça seu treinamento com Ahsoka e Huyang e luta com sua instabilidade ao acessar A Força. Syndulla encontra Mon Mothma, Chanceler da Nova República, e um grupo de senadores influentes para conseguir o envio de tropas para Seatos. Apesar do apoio de Mothma, o Senado rejeita as possibilidades da sobrevivência de Thrawn e Bridger e nega o apoio a Syndulla. Ahsoka, Wren e Huyang seguem para Seatos e descobrem a Olho de Sion, mas são interceptados por um esquadrão de Hati e Marrok. Assim que Huyang consegue escanear a Olho de Sion, a nave de Ahsoka recebe um disparo e o grupo precisa fazer uma parada de emergência no planeta. Após se refugiar numa floresta, Huyang conclui sua análise completa da Olho de Sion que ele classifica como um gigantesco anel hipersônico. Hati logo desconfia da permanência do grupo no planeta e pede a Skoll que envie um grupo de captura nas florestas. |                                                                                   |                    |             |                        |
| 4 | "Fallen Jedi" "Jedis Caídos" (BR)                                                 | Peter Ramsey       | Dave Filoni | 5 de setembro de 2023  |
| Ahsoka reflete as consequências de sua busca por Thrawn e Bridger, dando uma pausa no treinamento de Wren. Momentos depois, a dupla é atacada pelas tropas de Skoll, mas conseguem fugir. Temendo que Elsbeth consiga as coordenadas da localização exata de Thrawn, Ahsoka e Wren seguem para uma base mas são interceptadas por Hati e Marrok. Ahsoka vence Marrok e segue sozinha enquanto Wren permanece num duelo contra Hati, que percebe sua dificuldade em manipular A Força. Após a localização de Thrawn ser revelada, Skoll destrói o mapa e embarca na Olho de Sion com Hati levando Wren como refém. Um esquadrão de soldados da Nova República, liderado por Syndulla, chega a Seatos e tenta sem sucesso impedir a nave de alcançar o hiperespaço. Enquanto isso, Ahsoka desperta no "Mundo entre Mundos", onde se reúne aparentemente com seu antigo Mestre, Anakin Skywalker. |                                                                                   |                    |             |                        |
| 5 | "Shadow Warrior" "Guerreiro das Sombras" (BR)                                     | Dave Filoni        | Dave Filoni | 12 de setembro de 2023 |
| Enquanto revista Seatos em busca de Ahsoka e Wren, Jacen Syndulla sente que Ahsoka está no "Mundo Entre Mundos", revelando sua própria conexão com a Força. Anakin explica que estava a observando através da Força e deduz que sua derrota contra Skoll se deve ao seu sentimento de culpa não resolvido. Ahsoka perde um duelo contra Anakin e revive momentos passados durante as Guerras Clônicas, quando pensava que seu legado seria apenas um rastro de lutas. Acreditando que os ensinamentos de Anakin incluem seu legado como Darth Vader, Ahsoka incialmente o confronta levando a outro embate entre os dois. Finalmente consciente de que não teve envolvimento na queda de Anakin, Ahsoka decide continuar seu caminho e é descoberta pela tripulação de Syndulla. Syndulla é contactada por Mothma, que a informa que forças da Nova República estão a caminho de sua prisão. Quando o destacamento da República chega, Ahsoka recruta um pod de Purrgil para levá-la com Huyang até Bridger e Wren, deixando Syndulla, Jacen e Chopper para trás. |                                                                                   |                    |             |                        |
| 6 | "Far, Far Away" "Muito, Muito Distante" (BR)                                      | Jennifer Getzinger | Dave Filoni | 19 de setembro de 2023 |
| O olho de Sion chega a Peridea, o antigo mundo natal do povo de Elsbeth, os Dathomiri. Elsbeth, Skoll, Hati e Wren conhecem as Grandes Mães, um grupo de Irmãs da Noite aliadas de Thrawn. Enquanto esperam pelo Grande Almirante, Skoll conta a Hati sua crença de que a queda dos Jedi e a ascensão do Império eram parte de um ciclo inevitável, que ele pretende quebrar. Thrawn chega a bordo de seu Destróier Estelar, o Quimera, e honra a promessa de Skoll fornecendo provisões a Wren, uma montaria e o paradeiro de Bridger. Depois que Wren sai, Thrawn ordena que Skoll e Hati a sigam para que possam matar ela e Bridger. Sobrevivendo a uma emboscada de bandidos, Wren encontra o nativo Noti e os segue até sua aldeia, onde finalmente se reúne com Bridger. Ao rastrear Wren, Skoll sente que há um poder maior em Peridea e diz a Hati que pretende encontrá-lo e usá-lo. Enquanto as Grandes Mães sentem a chegada iminente de Ahsoka, Thrawn exige de Elsbeth todos os detalhes de sua história e prepara suas defesas. |                                                                                   |                    |             |                        |
| 7 | "Dreams and Madness" "Sonhos e Loucura" (BR)                                      | Geeta Patel        | Dave Filoni | 26 de setembro de 2023 |
| Em Coruscant, Syndulla enfrenta uma audiência disciplinar, com o membro do tribunal, senador Hamato Xiono, se opondo aos seus relatórios sobre a conspiração secreta do Remanescente Imperial. C-3PO chega e fornece ao tribunal uma autorização falsa da Senadora Leia Organa, forçando o tribunal a absolver Syndulla e Mothma a considerar a ameaça de um ressurgimento Imperial. Chegando em Peridea, os Purrgils correm para um campo minado deixado pelas forças de Thrawn e recuam. Continuando sozinhos, Ahsoka e Huyang são atacados por combatentes inimigos e se escondem em um campo de destroços. Elsbeth informa Thrawn que Ahsoka foi treinada por Anakin, obrigando o Grande Almirante a adotar uma abordagem mais calculada. Ahsoka localiza Wren através da Força e segue para a superfície do planeta. Bridger, Wren e Noti são atacados por Hati, os bandidos locais e os Night Troopers de Thrawn, enquanto Skoll sai para seguir seus próprios planos. A intervenção de Ahsoka força Thrawn a retirar seus Night Troopers restantes e preparar sua partida iminente. Ahsoka convida Hati, que ficou para trás, para se juntar a eles, mas Hati foge mesmo assim. Ahsoka então se reúne com Wren e Bridger. |                                                                                   |                    |             |                        |
| 8 | "The Jedi, the Witch and the Warlord" "O Jedi, a Bruxa e o Senhor da Guerra" (BR) | Rick Famuyiwa      | Dave Filoni | 3 de outubro de 2023   |
| Para enfrentar os Jedi, Elsbeth recebe a espada da Mãe Talzin das Grandes Mães, enquanto Bridger constrói um novo sabre de luz usando peças sobressalentes de seu falecido mestre, Kanan Jarrus. Depois que seu navio é danificado por um ataque de caça, Ahsoka, Wren e Bridger seguem a pé até o Chimaera, que atracou no Olho de Sion. Eles são confrontados por Elsbeth e os Night Troopers, que as Grandes Mães continuam ressuscitando depois de serem mortos. Wren usa a Força para ajudar Bridger a pular na Quimera, então ela fica para trás para ajudar Ahsoka, que mata Elsbeth. O Olho de Sion salta para o hiperespaço, deixando Ahsoka, Wren e Huyang presos em Peridea. Hati se junta aos bandidos, enquanto Skoll é guiado até uma montanha por uma estátua dos Deuses Mortis. Quando Thrawn e as Grandes Mães chegam a Dathomir, Bridger foge e se reúne com Syndulla e Chopper. Ahsoka, Wren e Huyang juntam-se ao Noti e fazem seu novo lar em Peridea, vigiados pelo espírito da Força de Anakin |                                                                                   |                    |             |                        |

## Produção

### Desenvolvimento
Em dezembro de 2020, a Lucasfilm anunciou várias séries derivadas da série do Disney+, The Mandalorian, incluindo Ahsoka e O Livro de Boba Fett os spin-offs existem ao lado de The Mandalorian por meio de histórias interconectadas, culminando em um "evento de história climática", com Star Wars: Skeleton Crew também sendo definido no mesmo período de tempo que The Mandalorian e Ahsoka. Cada série estava sendo desenvolvida simultaneamente por Jon Favreau e Dave Filoni, com Filoni escrevendo e atuando como produtor principal em Ahsoka. A série se concentra na personagem Ahsoka Tano que foi co-criada por Filoni para a série animada Star Wars: The Clone Wars e fez sua estreia em live-action na segunda temporada de The Mandalorian. Em abril de 2022, Peter Ramsey foi contratado para dirigir pelo menos um episódio da série, com Filoni também dirigindo vários episódios da série.

### Roteiro
A série começa após as aparições de Ahsoka em The Mandalorian e O Livro de Boba Fett, nas quais ela é mostrada caçando o personagem Grande Almirante Thrawn, e Filoni disse que a série contaria uma história com um tom mais sério em vez de ter aventuras separadas em cada episódio.

### Seleção de elenco
Com o anúncio da série em dezembro de 2020, Rosario Dawson foi confirmada para reprisar seu papel como Ahsoka Tano de The Mandalorian. Em agosto de 2021, a Lucasfilm estava procurando escalar uma atriz para interpretar a personagem de Star Wars Rebels, Sabine Wren. Em outubro, Hayden Christensen foi definido para reprisar seu papel como Anakin Skywalker / Darth Vader, e Natasha Liu Bordizzo foi escalada como Wren em novembro. Mais tarde naquele mês, Ivanna Sakhno se juntou ao elenco em um papel não revelado. Em janeiro de 2022, Mary Elizabeth Winstead se juntou ao elenco em um papel não revelado, e no mês seguinte, Ray Stevenson se juntou ao elenco como um almirante. Stevenson anteriormente dublou o personagem Gar Saxon em Rebels e The Clone Wars. Bordizzo foi anunciado oficialmente para interpretar Wren em maio, quando outros personagens de Star Wars Rebels foram revelados na série, incluindo Hera Syndulla e Chopper.

### Filmagens
As filmagens começaram em 9 de maio de 2022, em Los Angeles, sob o título falso Stormcrow.

## Marketing
Filoni e Favreau promoveram a série no painel Star Wars Celebration da Lucasfilm em 26 de maio de 2022, com Dawson aparecendo em traje completo por meio de uma mensagem de vídeo do set da série. Dawson apareceu pessoalmente em um painel em 28 de maio para The Mandalorian e O Livro de Boba Fett, junto com Filoni, Favreau, Bordizzo e Chopper, e imagens das primeiras três semanas de filmagem de Ahsoka foram mostradas.

## Lançamento
Ahsoka estreou na plataforma Disney+ no dia 22 de agosto de 2023. E os episódios seguiram a seguinte agenda de exibição:
- Episódios 1 e 2: em 22 de agosto;
- Episódio 3: em 30 de agosto;
- Episódio 4: em 06 de setembro;
- Episódio 5: em 13 de setembro;
- Episódio 6: em 20 de setembro;
- Episódio 7: em 27 de setembro, e;
- Episódio 8: em 04 de outubro.